# Icod de los Vinos
Icod de los Vinos és un municipi de l'illa de Tenerife, a les illes Canàries. És situat en un espai configurat per un continu talús de pendent suau des d'una extensa massa forestal de pi canari fins al mar, amb gairebé 10 km de costa. La població està enclavada en una vall molt fèrtil, que oferix una perspectiva del Teide amb denses pinedes descendint des del cim fins als barris més alts de Icod. Els plataners, la fruita i la vinya (vinya) són els cultius més importants.

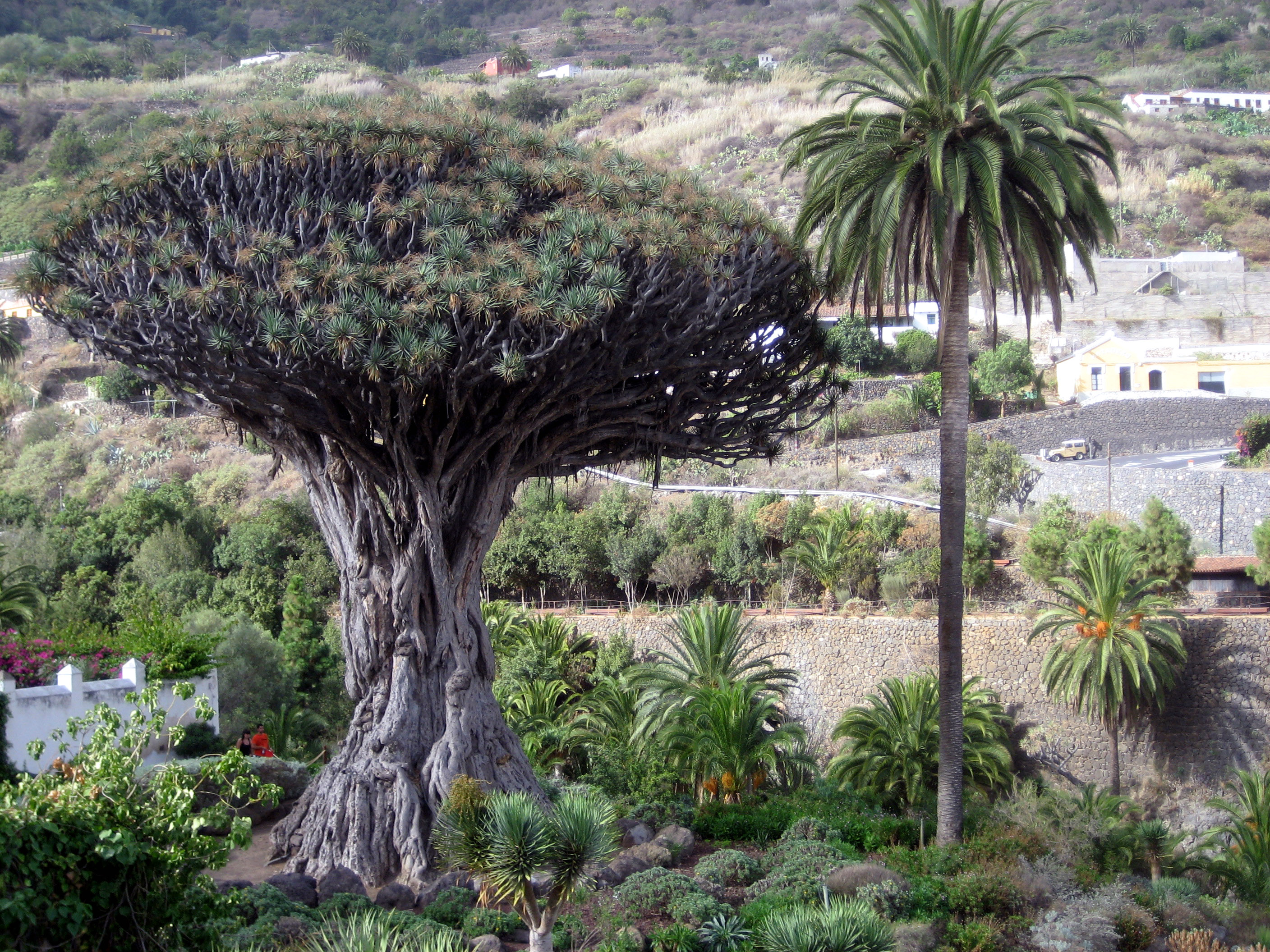
Drago mil·lenari

A Icod es troba un enorme exemplar de drago (Dracaena draco) declarat Monument Nacional en 1917. Se li atribuïx una edat de milers d'anys encara que cap estudi ha pogut confirmar-la, sent més probable que l'arbre tingui uns quants centenars d'anys. Aquest Drago constitueix el símbol d'Icod, com es pot apreciar en l'escut d'armes del poble. A l'entorn del Drago existeix un parc que exhibeix diferents espècies vegetals endèmiques de Tenerife.